# 泛緑連盟
泛緑連盟（はんりょくれんめい、繁: 泛綠聯盟）は、中華民国において台湾の位置づけについてほぼ共通の政治的主張を行っている複数の政治集団の通称。具体的に組織化された集団の集合体ではない。
泛緑連盟のほかに「泛緑陣営」や「泛緑軍」という別称もあるが、いずれも主力団体である民主進歩党（民進党）のイメージカラーに由来している。なお、日本では泛緑連盟よりも「汎緑連合」という漢字表記で呼ばれることが多い。
民進党以外には台湾基進党、社会民主党、台湾緑党、台湾団結連盟、台澎党などが存在し、この6つの政党を中心に活動している。泛緑連盟の構成員・支持者は総じて「中華民国」よりも「台湾」のアイデンティティが強く、自分は中国人ではなく台湾人と認識し、台湾独立を求める傾向が強い。
民進党は立法院（日本の国会に相当）において中国国民党等の泛藍連盟と対立している。泛藍連盟は台湾について「中国（中華人民共和国ではなく中華民国を指す）の一部である」と認識している。

## 概説
民進党は2000年5月から陳水扁総統の与党、2008年5月からの馬英九政権下では野党、2016年1月からの蔡英文政権、続く頼清徳政権では与党という立場にある。台湾基進党は野党ではあるが対中関係などでは民進党と台湾アイデンティティーを共有していることから民進党に協力することが多い。泛緑連盟の構成員・支持者は総じて台湾の独自性を強調し、台湾人としてのアイデンティティーを求める傾向が強く、そのことは主張する政策に明確に反映されている。

## 連盟の主張
泛緑連盟の構成員が行っているほぼ共通の政治的主張とは、現在の中華民国の国家体制を変革して中華民国の「台湾本土化」を達成することである。
そもそも中華民国は中国大陸を統治する「中国を代表する政府」として建国されたものである。1945年の日本敗戦に伴いその領土であった台湾に連合国の委託を受けた中華民国国軍が進駐して以来、台湾は中国の中の一地方であるという位置づけを中華民国はしていた。そのため1948年の中華民国憲法施行以降の政府も中国全土を統治することを前提とした国家体制を形成しており、国共内戦における相次ぐ敗北によって実効支配地域が台湾を中心とする現在のものになってからも、自身を「全中国の正統政権」であるとして、中国共産党（中華人民共和国）という反乱勢力（共匪）に統治されている大陸部を、将来武力により領土を回復することを目指し、基本姿勢としてきた。
そのため台湾には、全中国を代表する中央政治機構（中華民国政府）と台湾省統括のための政治機構（台湾省政府）が並立してきたが、中華民国の国家体制には徐々に制度的矛盾が生じるようになり、1980年代末から国家体制の変革が行われるようになった。
1990年代に入ると李登輝がそれまでの「中国の国家たる中華民国」という国家の基本概念から脱し、「中華民国在台湾」・「台湾中華民国」との位置づけの下、中華人民共和国との関係を「特殊な国と国の関係」とするなど、中華民国の範囲を台湾のみに限定する「国家体制の台湾化」を図るようになっていった。李による「政治体制の台湾化」は不十分な結果に終わった（中華民国の政治を参照）が、泛緑連盟は李の後を継いで「中国の国家」として中国大陸を本土とみなす現在の中華民国の国家体制を変革し、最終的には中華民国を現在の統治区域に即した「台湾の国家」として再編成することを目標としている。
現在、連盟とその支持者たちは台湾正名運動という形で「台湾本土化」の啓発・促進のための活動をおこなっている。連盟の支持者の中にはアメリカや日本の親台派の人々に協力を求める者もおり、両国でも台湾正名運動が行われている。

## 連盟の現状
泛緑連盟が主張している「台湾本土化」は近年では泛藍連盟と国論を二分するまでに「台湾本土化」を支持する人々が増えている。このことは中華民国総統選挙の結果にも現れており、陳水扁・民進党主席が当選した2000年の総統選挙における約39%の得票率は再選を狙う2004年の総統選挙では約50.1%にまで上昇した。
しかし、連盟の主張の実施は究極的には台湾独立（台湾共和国建国）につながるものであるため、台湾を中国の一部と見なした上で中国の再統一を目指している泛藍連盟や中華人民共和国は「台湾独立を促す動き」であるとして反発している（台湾問題も参照）。
また、泛緑連盟と対立する泛藍連盟が立法院（日本の国会に相当）における議席を泛緑連盟より多く獲得しているため、「台湾本土化」を目指した陳水扁総統も中華人民共和国・泛藍連盟の立場を意識せざるを得ない状況にあった。だが、陳水扁2期目の2004年以降、台湾の世論が徐々に台湾独立に傾斜し、台湾主体性意識（独自性意識）が急速に広がっていることもあって、2006年以降は民進党政権も、「国家統一綱領」運用停止、国営企業の正名、蔣介石を象徴するものの排除など、台湾独立色の強い政策を進めた。
2008年には国民党に政権交代が起こり陳水扁は汚職で懲役の実刑判決を受け収監された。民進党は立て直しを図り陳時代の急進的な本土化を棚上げし現状維持を掲げ2016年に政権に返り咲いた。
台湾本土化は団体によって温度差があり急進派と穏健派に分かれる。急進派の影響力は活動家の高齢化、死去、社会の世代交代から勢力を失っており2016年の選挙で台湾団結連盟は議席を失った。2020年の選挙では元総統の陳水扁が結党した一辺一国行動党、台連が候補者を出すも当選者を出すことは出来なかった。